# Бомон-дю-Ванту
Бомон-дю-Ванту (фр. Beaumont-du-Ventoux) — коммуна во французском департаменте Воклюз региона Прованс — Альпы — Лазурный Берег. Относится к кантону Малосен.	

## Географическое положение
Бомон-дю-Ванту расположен в 39 км к северо-востоку от Авиньона. Соседние коммуны: Малосен на юго-западе, Антрешо на северо-западе.
К востоку от коммуны расположена гора Мон-Ванту.

## Демография
Население коммуны на 2010 год составляло 311 человек.
| 1962 | 1968 | 1975 | 1982 | 1990 | 1999 | 2010 |
| ---- | ---- | ---- | ---- | ---- | ---- | ---- |
| 194  | 203  | 185  | 240  | 260  | 285  | 311  |